# Carl Abraham Hunnius

Carl Abraham Hunnius

Carl Abraham Hunnius (* 23. Julijul. / 3. August 1797greg. in Reval; † 28. Apriljul. / 10. Mai 1851greg. in Hapsal) war ein deutschbaltischer Arzt und Begründer des Kurorts Hapsal (estnisch Haapsalu).

## Leben und Werk

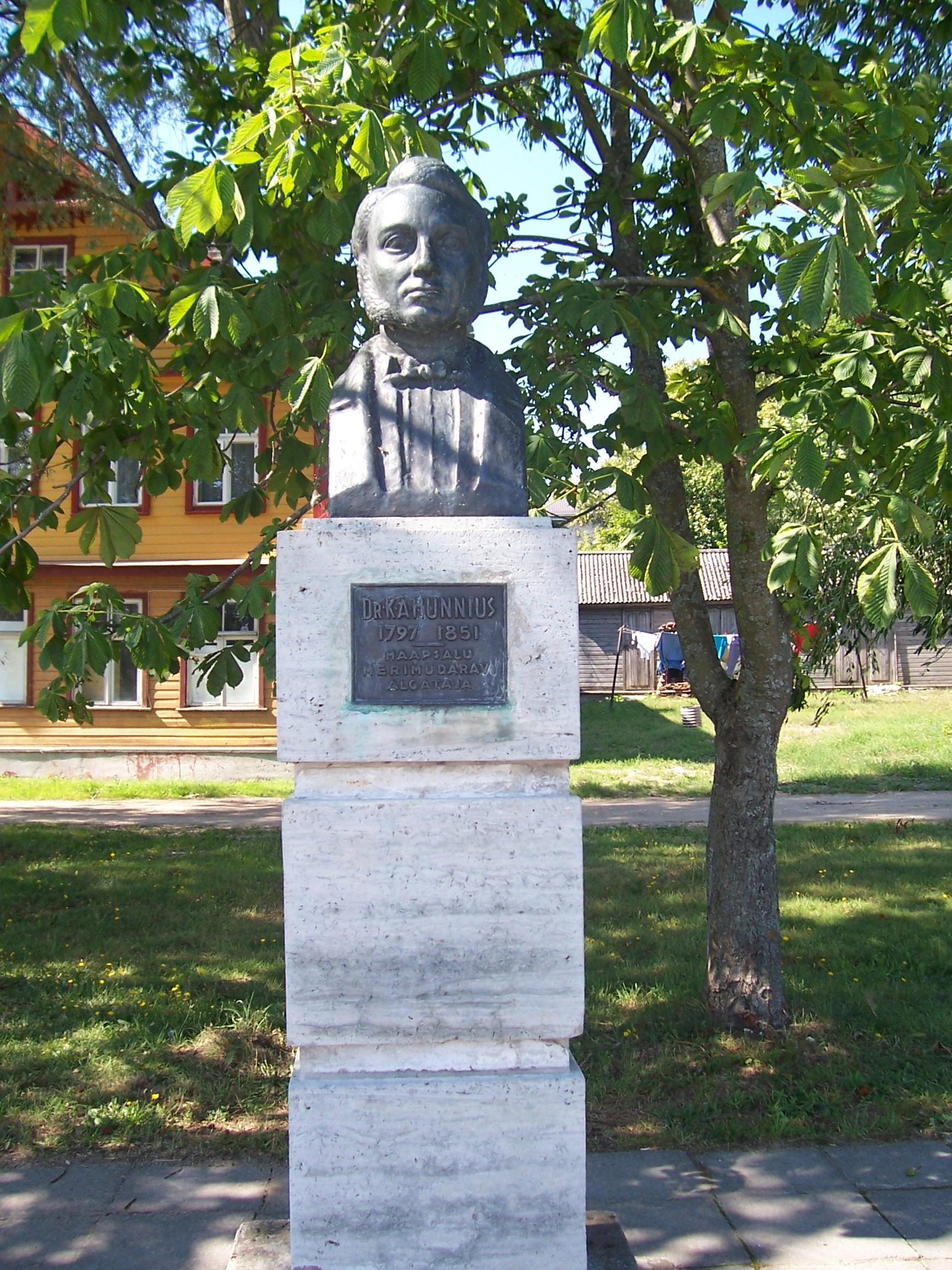
Säule zum Gedenken an Carl Abraham Hunnius in Haapsalu

Carl Abraham Hunnius wurde geboren als Sohn des Revaler Kaufmanns und Ratsherrn Carl Constans Hunnius (1766–1841) und seiner Frau Emilie Friederike geb. Dreyer.
Hunnius besuchte die Ritter- und Domschule zu Reval. Anschließend studierte er von 1815 bis 1819 Medizin an der Kaiserlichen Universität Dorpat. 1820 ging er als Hilfsarzt nach Hapsal an die estländische Westküste. 1821 promovierte er zum Dr. med; der Titel seiner Promotion lautete De morbo: Sinni wil (blaue Blatter) nominato, carbunculo quodam Esthonia rusticis endemo. Von 1830 bis zu seinem Tod 1851 war er Kreisarzt von Hapsal.
Hunnius setzte seine Energie anfangs vor allem für die Heilung von Kriegsinvaliden ein. Er untersuchte als erster den Schlamm von Hapsal auf seine heilende Wirkung hin. Damit legte er den Grundstein für den Kurort Hapsal und die Kurtradition in Estland überhaupt.
Rasch verbreitete sich der gute Ruf Hapsals und der Behandlungsmethoden von Hunnius auch unter der russischen Aristokratie. 1825 gründete Hunnius mit Hilfe reicher Mäzene das erste Heilschlammsanatorium in der Stadt, 1845, im Todesjahr seiner Frau, das zweite. Hapsal stieg in der Folge schnell zum beliebten und wohlhabenden Kurort auf, in dem die gehobene Schicht des Russischen Kaiserreichs verkehrte. Die Kurorttradition hat sich bis heute in Haapsalu gehalten.
1928 wurde im Ort ein Denkmal des estnischen Künstlers Roman Haavamägi errichtet, das an Carl Abraham Hunnius erinnert.

## Trivia
Hunnius ist ein Vorfahre des deutschen Musikers Herbert Grönemeyer sowie des Mediziners Dietrich Grönemeyer, deren Mutter Hella Carin Grönemeyer eine geborene von Hunnius war.